# Ness (mitología)
Ness (en irlandés: Neasa, Nessa, Irlandés antiguo: Neas, Ness), también llamada Nessa, fue una princesa de los Ulaid y madre de Conchobar mac Nessa en el Ciclo del Úlster de la mitología irlandesa. Es hija de Eochaid Sálbuide, rey de los Ulaid.
Según una de las versiones de la leyenda, ella pregunta al druida Cathbad para qué es buen día ese día y él responde que para concebir un rey. No hay ningún otro hombre cerca, así que Ness se acuesta con Cathbad y concibe a Conchobar.
En otras versiones, Ness fue criada por doce padres adoptivos y originalmente llamada Assa ("tranquila, amable"), porque era un placer acogerla. Cathbad, que es líder de una banda de fianna (guerreros sin tierra), además de druida en esta versión, ataca y da muerte a todos sus padres adoptivos. Debido a que no se puede identificar al culpable, Eochaid no puede hacer nada, así que Ness forma su propia banda de 27 fianna para localizarlo y pas a a ser conocida como Ní-assa ("no tranquila, no gentil") o Ness. Sin embargo, un día, cuando ella se va sola a bañarse, Cathbad la encuentra sola y desarmada y la exige como su esposa. Ella no tiene más remedio que aceptar.
Eochaid da a la pareja tierras en Crích Rois (en los actuales condados de Louth, Monaghan y Meath ), cerca del río Conchobar. Una noche, Cathbad tiene sed y Ness le trae un trago de agua del río, pero cuando ve dos gusanos flotando en él, hace que Ness lo beba. Aunque la historia niega específicamente que esto sea lo que la deja embarazada, en muchas historias irlandesas los personajes significativos son concebidos cuando sus madres se tragan una pequeña criatura en una bebida. Aquí, se dice que el padre de su hijo sería Fachtna Fáthach, el Rey Supremo de Irlanda, que es el amante de Ness a pesar de Cathbad.
Mientras Ness y Cathbad viajan a visitar Fachtna, Ness se pone de parto en la orilla del río Conchobar. Cathbad profetiza que si puede esperar hasta el día siguiente antes de dar a luz, su hijo compartirá cumpleaños con Jesucristo. Se sienta en una losa junto al río y al día siguiente da a luz a un hijo, que se llama Conchobar por el río. El bebé cae de espaldas al río y Cathbad lo saca. Luego, profetiza en verso sobre su futura gloria, en la que se refiere a él como "mi hijo y mi nieto", lo que sugiere que una vez hubo una tradición de que Cathbad era el padre de Ness y que Conchobar nació del incesto entre ellos.
Cuando Conchobar tiene siete años, Fergus mac Róich es rey de Ulster y se enamora de Ness. Ella consiente en casarse con él con una condición: que abdique por un año a favor de Conchobar, para que sus hijos puedan llamarse hijos de un rey. Fergus consulta con sus nobles y le aconsejan que el niño sea rey solo de nombre, a lo que accede. Pero Conchobar, aconsejado por su madre, se muestra como un rey hábil y cuando termina el año, los hombres del Ulster no restaurarán a Fergus y Conchobar conservará el trono. 
Según algunas tradiciones, Ness es la madre de Cormac Cond Longas por incesto con Conchobar (aunque en otras tradiciones, la madre de Cormac es la esposa de Conchobar, Clothru). También es madre de las hermanas de Conchobar, Deichtine y Findchóem .

## En la cultura popular
El dibujante Patrick Brown adaptó la historia de Ness como webcomic en 2007-2008.